# Ла-Нёвель-ле-Се
Ла-Нёве́ль-ле-Се (фр. La Neuvelle-lès-Scey) — коммуна во Франции, находится в регионе Франш-Конте. Департамент — Верхняя Сона. Входит в состав кантона Комбофонтен. Округ коммуны — Везуль.
Код INSEE коммуны — 70386.

## География
Коммуна расположена приблизительно в 300 км к юго-востоку от Парижа, в 55 км севернее Безансона, в 19 км к северо-западу от Везуля.

## Население
Население коммуны на 2010 год составляло 176 человек.
| 1962 | 1968 | 1975 | 1982 | 1990 | 1999 | 2010 |
| ---- | ---- | ---- | ---- | ---- | ---- | ---- |
| 152  | 134  | 100  | 106  | 131  | 125  | 176  |

## Администрация
| Период | Период | Фамилия        | Партия       | Примечания                                              |
| ------ | ------ | -------------- | ------------ | ------------------------------------------------------- |
| 1989   | 1995   | Альбер Расин   |              | фермер                                                  |
| 1995   | 2009   | Шарль Пуансель |              |                                                         |
| 2010   | 2014   | Франсуа Ришар  | беспартийный | член Национального совета по вопросам лесного хозяйства |

## Экономика
Основу экономики составляет сельское хозяйство. Также важным направлением деятельности коммуны являются плантации новогодних ёлок сортов «Норман» и «Блё», которые экспортируются по всей Европе.
В 2010 году среди 104 человек трудоспособного возраста (15—64 лет) 79 были экономически активными, 25 — неактивными (показатель активности — 76,0 %, в 1999 году было 60,0 %). Из 79 активных жителей работали 72 человека (40 мужчин и 32 женщины), безработными было 7 (4 мужчины и 3 женщины). Среди 25 неактивных 8 человек были учениками или студентами, 11 — пенсионерами, 6 были неактивными по другим причинам.

## Фотогалерея

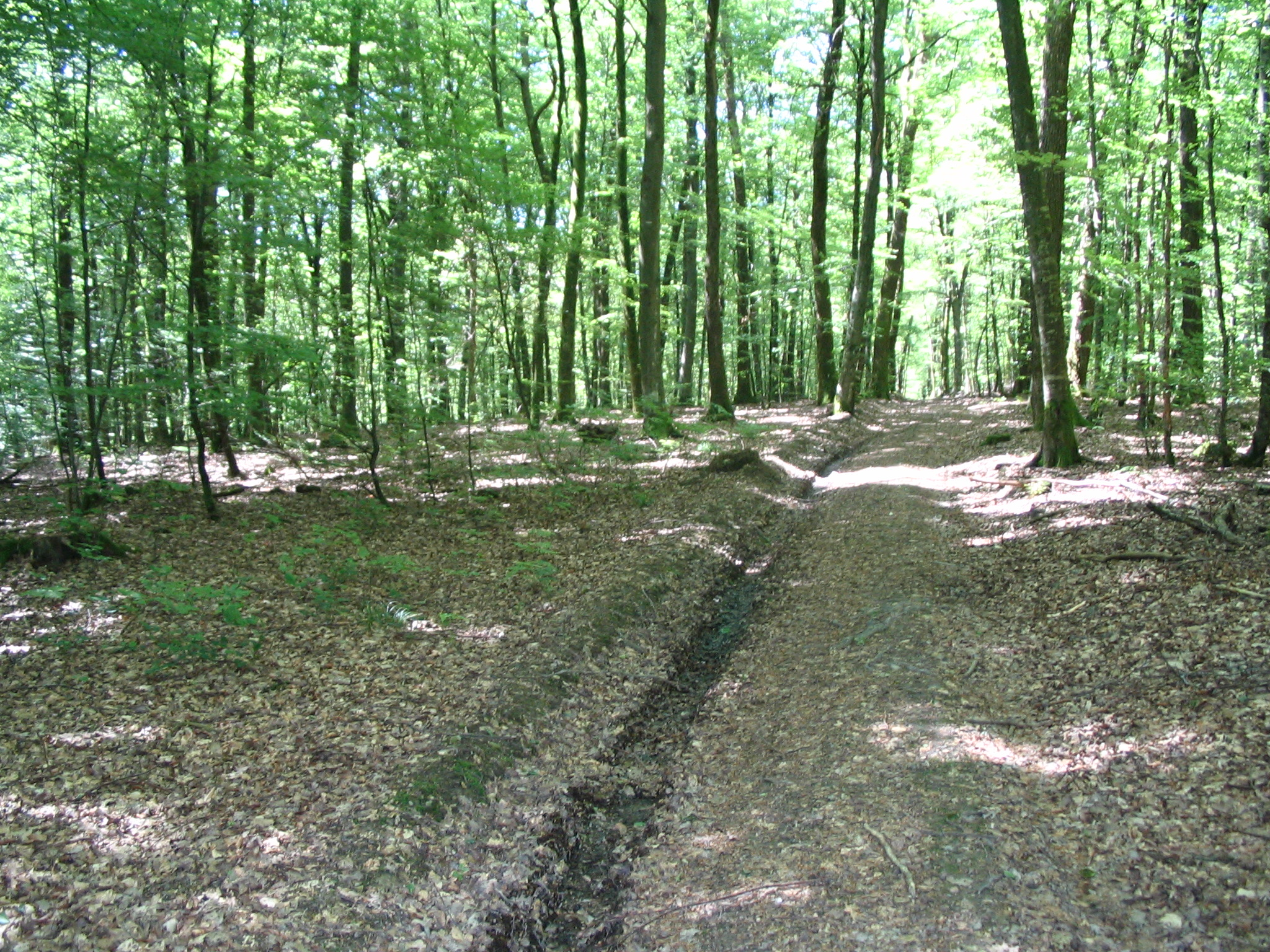
Лес
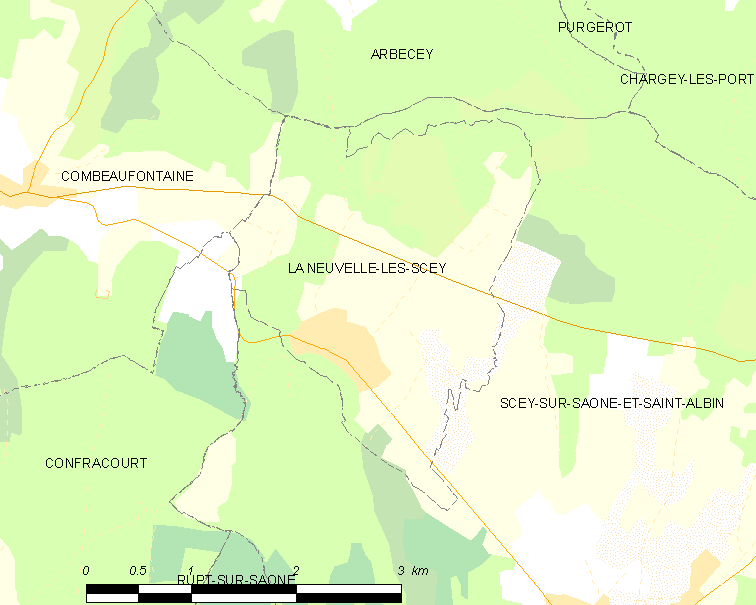
Карта коммуны